# Самойлов, Виталий Анатольевич
Виталий Анатольевич Самойлов (латыш. Vitālijs Samoilovs, 17 апреля 1962, Рига, Латвийская ССР, СССР) — советский и латвийский хоккеист, вратарь, заслуженный мастер спорта СССР (1988).

## Биография
Чемпион Европы среди юниоров (1980), признан лучшим вратарём турнира. Начал спортивную карьеру в команде «Латвияс берзс» Рига. В 1981—1989 годах выступал за клуб «Динамо» (Рига), в 1990—1991 — «Сокол» (Киев). Серебряный призёр чемпионата СССР 1988 года. Всего в высшей лиге провёл 231 матч. После распада СССР выступал за латвийские команды «Latvijas zelts» (1992—1993) и «Alianse» (1996).
Чемпион Зимних Олимпийских игр 1988 года. Серебряный призёр Кубка Канады 1987. Всего в составе сборной Советского Союза провёл 10 матчей.
Был тренером вратарей сборной Латвии, а также (в 2007 году) новокузнецкого «Металлурга».